# イム・ヒョンシク
イム・ヒョンシク（林玄植、1945年12月31日 - ）は大韓民国の俳優。全羅北道淳昌郡出身、漢陽大学校演劇学科卒業。1969年MBCタレント採用枠でデビュー。血液型はA型。

## 出演作品

### ドラマ
- 田園日記（1980年-2002年、MBC）
- 砂時計（1995年、SBS） - オ係長役
- 一つの屋根の三家族（1986年-1994年、MBC）
- 黎明の瞳（1991年-1992年、MBC）
- ドクターズ（1997年、MBC） - 病院の管理部長役
- 美しい彼女（1997年、SBS） - ファン・ジュンホの先輩役
- シンデレラ（1997年、MBC）
- 私の心を奪って（1998年、SBS） - ワン役
- ひまわり（1998年-1999年、MBC）
- ホジュン 〜宮廷医官への道〜（1999年-2000年、MBC） - イム・オグン役
- チョアチョア（2000年、SBS） - ウン・セマン役
- お熱いのがお好き（2000年、MBC）
- 華麗なる時代（2001年-2002年、SBS） - チョ・ジェシク役
- わが家（2001年-2002年、MBC）
- ただいま恋愛中（2002年、SBS）
- 大望（2002年-2003年、SBS） - デュイ役
- メン家の全盛時代（2002年-2003年、MBC）
- 商道（2001年-2002年、MBC）第46話、第49話
- チェオクの剣（2003年、MBC） - チョン（商人）役
- 死ぬほど好き（2003年、MBC）
- 宮廷女官チャングムの誓い（2003年-2004年、MBC） - カン・ドック役
- オールイン 運命の愛（2003年、SBS） - キム・イナの叔父キム・チス役
- 窈窕淑女（2003年、SBS） - ハ・ミンギョンの父役
- 新・若草物語（2004年、SBS） - スンナム役
- あんぱん（2004年-2005年、MBC） - イム・ヒョンシク役
- 英雄時代（2004年-2005年、MBC） - 主人公チョン・テサンの父役
- 漢江ブルース（2004年-2005年、MBC）
- 悲しき恋歌（2005年、MBC） - カピスタラノ神父役
- 恋するレシピ（2005年、MBC） - オ・ギョンジュン役
- 薯童謠（2005年-2006年、SBS） - メクトス役
- 不良家族（2006年、SBS） - チャン・ハング役
- 101回目のプロポーズ（2006年、SBS） - パク・チャンマン役
- 逃亡者イ・ドゥヨン（2006年、KBS） - キム・チュニョン役
- イ・サン（2007年-2008年、MBC） - ウムダム役
- 妻のプライド（2007年-2008年、KBS） - チョン・ヨンチャン役
- 強敵たち-幸せなスキャンダル! （2008年、KBS） - チャ・イルサン役
- 快刀ホン・ギルドン（2008年、KBS）第1話ゲスト
- 生保Gメン’08〜ライフ特別捜査チーム〜（2008年、MBC）
- チュンジャさん!〜恋のお祭り騒ぎ〜（2008年、MBC） - パク・テサム役
- 食客（2008年、SBS）
- いかさま師（2008年、SBS） - ピョン・ウンス役
- 愛は簡単じゃない（2009年、SBS） - オ・ガプス役
- 恋人づくり（2009年-2010年、MBC） - ユン・ソクチュ役
- カムバックマドンナ〜私は伝説だ〜（2010年、SBS） - イム会長役
- 僕の彼女は九尾狐（2010年、SBS）
- レディプレジデント〜大物（2010年、SBS） - ハ・ポンド役
- かぼちゃの花の純情（2010年-2011年、SBS） - オ・ヨンガム役
- チャクペ〜相棒〜（2011年、MBC） - ファン老人役
- イケメンアイドル☆ビッグヒート（2011年、Eチャンネル）
- 階伯（2011年、MBC） - ヨン・ムンジン役
- 明日が来れば（2011年-2012年、SBS） - イ・グィナム役
- サラリーマン楚漢志（2012年、SBS） - ユ・バンの父役
- スペシャル・マイ・ラブ（2012年、MBN） - チョン・ドヘ役
- アラン使道伝（2012年、MBC）
- 約束のない恋（2013年-2014年、JTBC） - ク・チャンボン役
- 私の心きらきら（2015年、SBS） - キム・スンドル役
- テバク〜運命の瞬間〜（2016年、SBS） - ペク・テギルの師役
- おしえて！イルスン（2017年-2018年、SBS） - チョ・マンソク役

### 映画
- カンナさん大成功です!（2006年）- ハンナの父役